# 분자기하

물 분자의 분자기하

분자기하(分子幾何, 영어: molecular geometry) 또는 분자구조(分子構造, 영어: molecular structure)란, 분자의 기하학적 구조를 말하며, 이를테면 원자간 거리 및 배향 따위를 가리킨다. 분자구조를 알아내는 데에 주로 회절법과 분광법이 쓰인다.

## 분자 구조의 유형
- 직선형 분자기하
- 평면삼각형 분자기하
- 굽은형 분자기하
- 사면체형 분자기하
- 팔면체형 분자기하
- 삼각뿔형 분자기하

## 같이 보기
- 루이스 전자점식
- 분자역학
- 분자 모델링
- 다면체 골격 전자쌍 이론
- 양자화학
- 화학 - 양자화학
- 결정구조